# Kalifornischer Seehase
Der Kalifornische Seehase (Aplysia californica) ist eine Meeresschnecke der Gattung Aplysia und kommt vor allem an der Küste von Kalifornien vor.
Sie ist eine sehr große Meeresschnecke mit bis zu 75 cm Länge, ist typischerweise aber nur halb so groß. Sie ist ein Pflanzenfresser und ihre Hauptnahrung besteht aus roten und braunen Algen, was zu der typischen dunklen Farbe führt. Der Kalifornische Seehase ist – wie alle Seehasen – ein Hermaphrodit und legt Eier in Schnüren auf dem Boden ab.
Bekannt ist diese Gattung als Forschungsobjekt von Neurowissenschaftlern, da sie extrem große Neuronen besitzt, welche sich sogar ohne Mikroskop präparieren lassen; siehe zum Beispiel Eric Kandel.
Der kalifornische Seehase ist in der Lage, zur Feindabwehr eine giftige Tinte auszustoßen, deren Giftstoffe er aus den gefressenen Cyanobakterien (Blaualgen) gewinnt. Ein Bestandteil der Wolke wird, obwohl von den Blaualgen erzeugt, Aplysiatoxin genannt. Das die Schwimmerkrätze auslösende Gift wurde in den Blaualgengattungen Lyngbya, Schizothrix und Oscillatoria nachgewiesen.